# Rozgrywki regionalne w Grecji w piłce nożnej (1925/1926)
Rozgrywki regionalne (1925/1926) były 5. edycją piłkarskich rozgrywek regionalnych w Grecji. Zmagania toczyły się niezależnie w kilku regionach tego kraju. Ich celem było wyłonienie nieoficjalnego mistrza Grecji, którego jednak nie udało się wyłonić. Najpopularniejsze rozgrywki odbywały się wśród zespołów skupionych w okolicach Aten i Pireusu.

## Mistrzostwa Aten
Oryginalna nazwa tych rozgrywek to Enosi Podosferikon Somation Athinon. Ich zwycięzcą został zespół Panathinaikos AO, który zajął pierwsze miejsce uzyskując 14 pkt z bilansem bramkowym 27-5.
Oprócz tej drużyny w rozgrywkach brało udział jeszcze 5 klubów:
- AEK Ateny
- Atromitos Peristeri
- Armeniki Enosi
- Athinaikos Vironas
- Attikos Kolonos

## Mistrzostwa Pireusu
Oryginalna nazwa tych rozgrywek to Enosi Podosferikon Somation Pireos. Ich zwycięzcą został zespół Olympiakos SFP.
Nie są znane pozostałe drużyny biorące udział w tych rozgrywkach.

## Mistrzostwa Salonik
Zwycięzcą rozgrywek został zespół Aris FC, który w finale rozegranym 27 czerwca 1926 roku pokonał Iraklis AS 4-1.
Nie są znane pozostałe drużyny biorące udział w tych rozgrywkach.